# 397 av. J.-C.
Cette page concerne l'année 397 av. J.-C. du calendrier julien proleptique.

## Événements
- Été : 
  - Denys, tyran de Syracuse, épouse le même jour la locrienne Doris et la syracusaine Aristomachè. Quelques jours après ses noces, il réunit l’Assemblée syracusaine qui vote la guerre contre Carthage, affaiblie par la peste. Les biens et les navires carthaginois à Syracuse, puis dans les autres cités de Sicile, sont saisis. Un ultimatum est envoyé à Carthage[1],[2].
  - Trêve en Asie entre le spartiate Dercyllidas et les satrapes perses Pharnabaze et Tissapherne. Négociations de paix (autonomie des cités grecques contre le retrait de l’armée spartiate). Début des préparatifs militaires de Pharnabaze et Conon, qui construisent une flotte en Phénicie[3].
- Fin de l’été : siège et prise de Motyè, principale place carthaginoise en Sicile, qui est pillée et rasée[2]. Les Grecs qui ont combattu aux côtés des Carthaginois sont crucifiés. Les Carthaginois, fuyant Motyè détruite par Denys de Syracuse fondent Lilybée en Sicile (Marsala). Selon Diodore de Sicile, Denys aurait utilisé à Motyè des engins de siège tels que des tours de siège ou des catapultes[4].

- 13 octobre du calendrier romain : entrée en office à Rome de tribuns militaires à pouvoir consulaire : Lucius Julius Jullus, Lucius Furius Medullinus, Lucius Sergius Fidenas, Aulus Postumius, Publius Cornelius Maluginensis, Aulus Manlius. Les Tribuns militaires démissionnent après que la validité de l'élection ait été dénoncée. Il y a un interrègne dans l'attente de nouvelles élections. Une assemblée des cités étrusques dans le sanctuaire de Voltumna autorise les volontaires à aller au secours des Véiens assiégés[5].

- Conspiration de Cinadon à Sparte, qui voulait renverser le pouvoir des Égaux (Homoioi) au profit des classes inférieures[6] : périèques, hypomeiones (spartiates déchus), néodamones (ilotes affranchis), nothoi (bâtards de spartiates et de femmes ilotes), mothakes (fils d’ilotes ayant reçu une éducation spartiate). Cinadon est arrêté.
- Le médecin Ctésias revient de Perse pour participer aux négociations de paix entre Sparte et le grand Roi. Il semble qu'il ait été capturé par les Spartiates à Rhodes, puis jugé pour avoir servi les intérêts perses, et acquitté. Il rentre à Cnide et commence à écrire Indica (histoire de l’Inde) et Persica (histoire de la Perse)[7].

## Naissances en 397 av. J.-C.
- Antipater, général macédonien.